# Clatskanie
Clatskanie (Tlatskanai, A`látskné-i, Clackstar, Klatskanai).- Pleme Athapaskan Indijanaca koje je, kaže Gibbs (1877.) živjelo uz Chehalis River u Washingtonu, blizu ušća rijeke Skookumchuck. Kasnije oni prelaze |Columbiju i nastaniše planine oko rijeke Clatskanie, njihovo najpoznatije stanište. Clatskanie su se u Washingtonu odvojili od Kwalhioqua, s kojima su činili jedan narod. Kwalhioque su nestali, a Lewis i Clark nailaze na Clatskanaie u području rijeke Snake i Columbije. –Ovo pleme poznato je po reputaciji naplaćivanja prelazaka njihovog teritorija, i drži se da su oni pleme koje je napalo 1805-1806 na utvrdu Lewisa i Clarka. 
Prema Mooneyevoj (1928.) procjeni 1780. ih je moglo biti 1.600., nekih 50 godina nakon dolaska ekspedicije Lewisa i Clarka oni su gotovo nestali, broj im je sveden na 3 muškarca i pet žena. Do godine 1910. preživjelo je tek 3 člana ovog plemena. Pokosile su ih ratovi, boginje i ženidbe s drugima plemenima. Danas se vode kao nestali.

## Vanjske poveznice
- Clatskanie Indians  Arhivirana inačica izvorne stranice od 15. ožujka 2011. (Wayback Machine)
- Clatskanie  Arhivirana inačica izvorne stranice od 30. kolovoza 2006. (Wayback Machine)